# تآكل بسبب الجسر

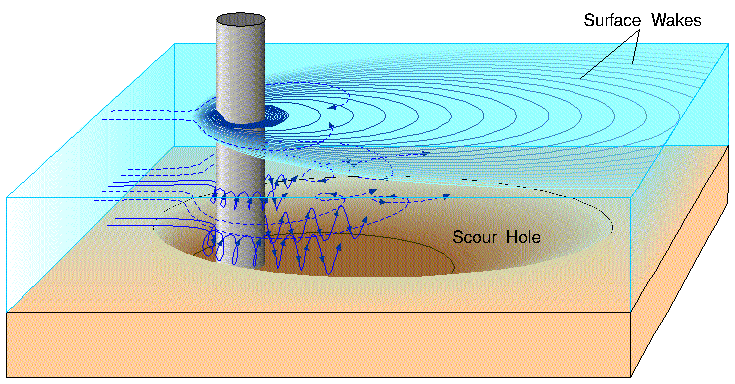
رسم تخطيطي يوضح كيفية تشكل ثقوب التآكل بسبب الجسر

التآكل بسبب الجسور هو إزالة الرواسب مثل الرمل والحصى من حول دعامات الجسور أو الأرصفة. يمكن أن يؤدي التآكل الهيدروديناميكي، الناجم عن تدفق المياه السريع، إلى حفر "ثقوب تآكل" حول الدعامات (كما هو موضح بالشكل)، مما يعرض سلامة هيكل الجسر للخطر.
في الولايات المتحدة، يعتبر التآكل بسبب الجسر أحد الأسباب الثلاثة الرئيسية لانهيار الجسور (الأسباب الأخرى هي الاصطدام والحمل الزائد). يوجد تقديرات بأن قرابة 60% من جميع حالات انهيار الجسور ناجمة عن ذلك التآكل وغيره من الأسباب المتعلقة بالهيدروليكا. ويُعد ذلك هو السبب الأكثر شيوعًا لانهيار الطرق السريعة والجسور في الولايات المتحدة، حيث حدث 46 حالة انهيار للجسور بسبب التآكل بالقرب من الأرصفة من بين 86 حالة من عام 1961 إلى عام 1976.

## الأماكن المتأثرة بالتآكل

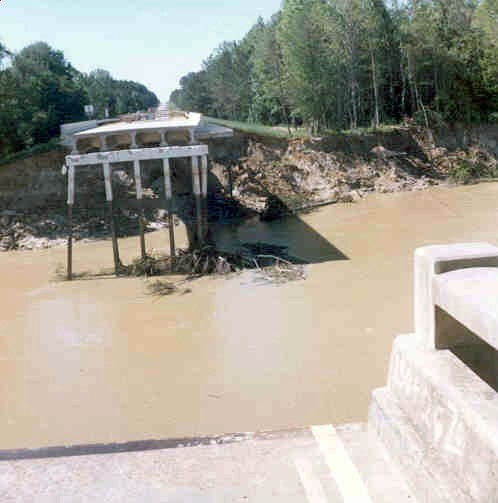
انهيار جسر Mississippi Highway 33 فوق نهر Homochitto بسبب فيضان أثر على الدعامات التي تعرضت للتعرية.

تتدفق المياه عادة بشكل أسرع حول الأرصفة والدعامات مما يجعلها عرضة للتآكل المحلي. عند فتحات الجسور، يمكن أن يحدث "تآكل الانكماش contraction scour" عندما تتسارع المياه أثناء تدفقها عبر فتحة أضيق من القناة قبل الجسر. يحدث "تآكل التدهور Degradation scour" قبل الجسر وبعده على مساحات كبيرة. على مدى فترات طويلة من الزمن، يمكن أن يؤدي هذا إلى انخفاض قاع النهر بجوار الدعامات.

## الأسباب
إن عدم استقرار مجرى النهر مما يؤدي إلى تآكل النهر وتغيير زوايا هجوم الماء يمكن أن يساهم في حدوث تآكل حول دعامات الجسر. يمكن أن يكون للحطام أيضًا تأثير كبير على ذلك التآكل بعدة طرق. يمكن أن يؤدي تراكم المواد حول الدعامة إلى تقليل حجم المجرى المائي تحت الجسر مما يتسبب في تآكل الانكماش في القناة. يمكن أن يؤدي تراكم الحطام على الدعامة إلى زيادة مساحة العوائق وزيادة "التآكل المحلي local scour". يمكن للحطام أن يحرف تدفق المياه، مما يؤدي إلى تغيير زاوية تدفق المياه وزيادة التآكل المحلي. قد يؤدي الحطام أيضًا إلى تحريك القناة بأكملها حول الجسر مما يتسبب في زيادة تدفق المياه والتآكل في مكان آخر.
تتضمن مشاكل التآكل حول الجسور الأكثر شيوعًا عادةً وجود مادة رسوبية رخوة يمكن تآكلها بسهولة. لا ينبغي افتراض أن إجمالي التآكل في التربة المتماسكة أو الأسمنتية لن يكون كبيرًا كما هو الحال في التربة غير المتماسكة؛ فالتآكل يستغرق وقتًا أطول ليتطور.
أمكن استخلاص العديد من معادلات التآكل من الدراسات المعملية، والتي يصعب تحديد مدى قابليتها للتطبيق. ركزت معظم الدراسات على الأرصفة وتكوينات الدعامات، على الرغم من أن معظم مشاكل تآكل الجسور مرتبطة بالتكوين الأكثر تعقيدًا لدعامة الجسر. أمكن التحقق من بعض الدراسات باستخدام بيانات ميدانية محدودة، على الرغم من صعوبة قياسها بدقة لأغراض النمذجة الفيزيائية. أثناء القياسات الميدانية لما بعد التآكل، قد يجري ملء حفرة تآكل تكونت في مرحلة ارتفاع الفيضان، أو عند الذروة، مرة أخرى في مرحلة السقوط. لهذا السبب، لا يمكن ببساطة نمذجة أقصى عمق للتآكل بعد الحدث.
يمكن أن يتسبب التآكل أيضًا في حدوث مشكلات في التحليل الهيدروليكي للجسر. قد يؤدي التآكل إلى تعميق القناة بشكل كبير تحت الجسر ويقلل بشكل فعال أو حتى يزيل المياه الراكدة. ومع ذلك، لا ينبغي الاعتماد على هذا الانخفاض في المياه الراكدة، نظرًا للطبيعة غير المتوقعة للعمليات المعنية.
عند النظر في التآكل، من الطبيعي التمييز بين الرواسب غير المتماسكة (الرسوبيات) والمواد المتماسكة. عادة ما تكون الأولى موضع اهتمام أكبر للدراسات المختبرية. تتطلب المواد المتماسكة تقنيات خاصة ولم تغضع للبحث.
إن القضية الرئيسية الأولى عند النظر في التآكل هي التمييز بين تآكل "المياه الصافية clear-water" وتآكل "قاع المياه الحية Live-bed". والقضية الحاسمة هي ما إذا كان متوسط إجهاد القص في قاع المياه المتدفقة قبل الجسر أقل من أو أكبر من قيمة العتبة اللازمة لتحريك مادة القاع.
إذا كان إجهاد القص في ناحية المنبع (قبل الجسر) أقل من قيمة العتبة، فإن مادة القاع ناحية المنبع تكون في حالة سكون. ويشار إلى هذا بحالة المياه الصافية clear-water لأن تدفق الاقتراب صافٍ ولا يحتوي على رواسب. وبالتالي، فإن أي مادة في القاع يجري إزالتها من حفرة التآكل لا يحدث استبدال لها برواسب منقولة بواسطة الماء المتدفق. يحدث أقصى عمق تآكل محلي عندما يؤدي حجم حفرة التآكل إلى انخفاض محلي في إجهاد القص إلى القيمة الحرجة بحيث لم يعد التدفق قادرًا على إزالة مادة من القاع من المنطقة التي جرى تآكلها.
يحدث تآكل الطبقة الحية Live-bed عندما يكون إجهاد القص ناحية المنبع أكبر من قيمة العتبة وتتحرك مادة طبقة القاع من ناحية المنبع. وهذا يعني أن التدفق ينقل الرواسب باستمرار إلى حفرة التآكل المحلية. لن يتسبب تآكل الطبقة الحية في قناة منتظمة في حدوث حفرة تآكل، لأن حدوث ذلك يستلزم زيادة إضافية في إجهاد القص، مثل تلك الناتجة عن انكماش (طبيعي أو اصطناعي، مثل جسر) أو عائق محلي (مثل رصيف جسر). يحدث حالة تُسمى "عمق التآكل المتوازن" عندما يكون معدل نقل المواد إلى حفرة التآكل هو نفسه معدل نقل المواد للخارج.
عادةً ما يكون أقصى تآكل متوازن للمياه الصافية أكبر بنحو 10% من تآكل الطبقة الحية المتوازن. تشمل الظروف التي تؤدي لتآكل المياه الصافية أن تكون مادة القاع خشنة للغاية بحيث لا يمكن للتيار نقلها، ووجود قنوات نباتية أو صناعية معززة حيث تكون السرعات عالية بما يكفي فقط بسبب التآكل المحلي، أو منحدرات القاع المسطحة أثناء التدفقات المنخفضة.
من الممكن أن يحدث كل من تآكل المياه الصافية وتآكل قاع المياه الحية. أثناء حدوث الفيضان، قد يتغير إجهاد القص في القاع مع تغير تدفقات الفيضان. من الممكن أن يحدث تآكل المياه الصافية في بداية حدوث الفيضان، ثم ينتقل إلى تآكل قاع المياه الحية قبل العودة إلى تآكل المياه الصافية مرة آخرى. لاحظ أن أقصى عمق للتآكل قد يحدث في ظل ظروف تآكل المياه الصافية الأولية، وليس بالضرورة عندما تبلغ مستويات الفيضان ذروتها ويكون تآكل قاع المياه الحية جاريًا. وبالمثل، يمكن تجربة سرعات عالية نسبيًا عندما يكون التدفق محصورًا داخل الضفاف، بدلاً من انتشاره فوق السهول الفيضية عند ذروة التصريف.
إن التوسع الحضري له تأثير يؤدي إلى زيادة في حجم الفيضانات والتسبب في وصول المخططات المائية إلى ذروتها في وقت مبكر، مما يؤدي إلى ارتفاع سرعات التيار وتدهوره. إن تحسينات القناة أو استخراج الحصى (قبل أو بعد الموقع المعني) يمكن أن تغير مستويات المياه وسرعات التدفق ومنحدرات القاع وخصائص نقل الرواسب وبالتالي تؤثر على التآكل. على سبيل المثال، إذا كانت القناة طميية مستقيمة وجرى توسيعها أو تغييرها بأي طريقة أخرى تؤدي إلى زيادة حالة تدفق الطاقة، فإن القناة ستميل إلى العودة إلى حالة طاقة أقل عن طريق التدهور من ناحية المنبع والتوسع والارتفاع في ناحية المصب.
تكمن أهمية تآكل التدهور في تصميم الجسر في أن المهندس يجب أن يقرر ما إذا كان من المرجح أن يظل ارتفاع القناة الحالي ثابتًا طوال عمر الجسر، أو ما إذا كان سيتغير. إذا كان التغيير محتملًا، فيجب السماح به عند تصميم مجرى المياه والأساسات.
قد يؤثر الاستقرار الجانبي لقناة النهر أيضًا على أعماق التآكل، لأن حركة القناة قد تؤدي إلى وضع الجسر أو محاذاته بشكل غير صحيح فيما يتعلق بتدفق المياه. يمكن أن تكون هذه المشكلة كبيرة تحت أي ظرف من الظروف ولكنها قد تكون خطيرة جدًا في المناطق القاحلة أو شبه القاحلة مع جداول الماء المؤقتة (المتقطعة). معدلات التآكل الجانبية غير متوقعة إلى حد كبير. في بعض الأحيان قد تبدأ قناة مستقرة لسنوات عديدة في التآكل فجأة، ولكن التأثيرات المهمة هي الفيضانات وطبيعة مواد ضفاف النهر والنباتات على الضفاف والسهول الفيضية واستخدام الأراضي.
يمكن تصنيف التآكل في مواقع الجسور عادةً على أنه تآكل انكماشي وتآكل محلي. يحدث التآكل الانكماشي على طول مقطع عرضي كامل نتيجة للسرعات المتزايدة وإجهادات القص في القاع الناتجة عن تضييق القناة بواسطة بناء مثل الجسر. بشكل عام، كلما كانت نسبة الفتحة أصغر، كلما زادت سرعة تيار الماء وبالتالي يكون التآكل أكبر. إذا انكمشت التدفقات من سهل فيضي واسع، فقد يحدث تآكل كبير وانهيار للضفة. وقد تتطلب الانقباضات الشديدة نسبيًا صيانة منتظمة لعقود من الزمن لمكافحة التآكل. ومن الواضح أن إحدى الطرق لتقليل تآكل الانكماش هي جعل الفتحة أوسع.
ينشأ التآكل المحلي من السرعات المتزايدة والدوامات المصاحبة مع تسارع المياه حول زوايا الدعامات والأرصفة والسدود الناتئة.

### نمط التدفق حول دعامة أسطوانية
يتباطأ تدفق الماء مع اقترابه من أسطوانة الدعامة، ويستقر عند مركز الدعامة. ويكون ضغط الركود الناتج أعلى بالقرب من سطح الماء حيث تكون سرعة تيار أكبر، وأقل في الأسفل. ويوجه تدرج الضغط الهابط عند وجه الدعامة التدفق إلى الأسفل. ويبدأ التآكل المحلي عندما تكون سرعة التدفق الهابط بالقرب من نقطة الركود قوية بما يكفي للتغلب على مقاومة حركة جزيئات القاع.
أثناء الفيضان، على الرغم من أن أساسات الجسر قد لا تتضرر، إلا أن الحشوة خلف الدعامات قد تتآكل. ويحدث هذا النوع من الضرر عادةً مع الجسور ذات الامتداد الواحد ذات الدعائم الجدارية الرأسية.

## فحص الجسور وتقييم التآكل
يقوم علماء المياه والفنيين عادة بعملية الفحص، وتتضمن مراجعة المعلومات الهندسية التاريخية حول الجسر، تليها عملية فحص بصرية. وتسجيل المعلومات حول نوع الصخور أو الرواسب التي يحملها النهر، والزاوية التي يتدفق بها النهر باتجاه الجسر من ناحية المنبع وبعيدًا عنه من ناحية المصب. كما يقوموا أيضًا بفحص المنطقة الواقعة تحت الجسر بحثًا عن ثقوب التأكل وغيرها من أدلة التآكل.
يبدأ فحص الجسر بمراجعة المعلومات في المكتب. يجب ملاحظة تاريخ الجسر وأي مشاكل سابقة متعلقة بالتآكل. بمجرد التعرف على الجسر باعتباره جسرًا محتملًا للتآكل، فسيبدأ التقييم بما في ذلك المراجعة الميدانية وتحليل نقاط ضعف التآكل وتحديد الأولويات. سيجري أيضًا تصنيف الجسور في فئات مختلفة وإعطائها الأولوية حسب مخاطر التآكل. بمجرد تقييم الجسر باعتباره جسرًا حرجًا للتآكل، يجب على مالك الجسر إعداد خطة عمل ضد التآكل للتخفيف من أوجه القصور المعروفة والمحتملة. قد تتضمن الخطة تركيب تدابير مضادة ومراقبة وعمليات تفتيش بعد أحداث الفيضانات وإجراءات لإغلاق الجسور إذا لزم الأمر.
وبدلًا من ذلك، يجري أيضًا وضع تقنيات الاستشعار لتقييم التآكل. ويمكن تصنيف مستوى استشعار التآكل إلى ثلاثة مستويات: فحص الجسر العام، وجمع البيانات المحدودة وجمع البيانات التفصيلية. هناك ثلاثة أنواع مختلفة من أنظمة مراقبة التآكل: تحديد المواقع الثابتة والمحمولة والجيوفيزيائية. يمكن لكل نظام المساعدة في الكشف عن أضرار التآكل في محاولة لتجنب انهيار الجسر، وبالتالي زيادة السلامة العامة.

## التدابير الوقائية والمكافحة
يحتوي الدليل الهندسي الهيدروليكي رقم 23 (HEC-23) على إرشادات تصميم عامة كتدابير مضادة للتآكل يمكن تطبيقها على الأرصفة والدعامات. يشير الترقيم في الجدول التالي إلى قسم إرشادات التصميم في الدليل الهندسي الهيدروليكي رقم 23:
| الوصف                                     | دليل التصميم رقم |
| ----------------------------------------- | ---------------- |
| حواجز الهدار المنحنية                     | 1                |
| أسمنت التربة                              | 2                |
| تبليط القاع بالحصى المحاط بالأسلاك        | 3                |
| نظام الكتل الخرسانية المفصلية             | 4                |
| مراتب مملوءة بالحقين                      | 5                |
| وحدات دروع خرسانية                        | 6                |
| أكياس مملوءة بالجص أو الأسمنت             | 7                |
| حجارة الرصف الصخرية عند الأرصفة والدعامات | 8                |
| النتوءات                                  | 9                |
| ضفاف التوجيه                              | 10               |
| فحص السدود والهياكل المائلة               | 11               |
| أغطية الجدران                             | 12               |

يمكن أن تساعد السدود المنحنية والنتوءات والضفاف التوجيهية في محاذاة التدفق العلوي بينما يمكن للحجارة الرخوة والحجارة المجوفة والكتل الخرسانية المفصلية والفرش المملوءة بالجص أن تعمل ميكانيكيًا على تثبيت منحدرات الرصيف والدعامة. لا يزال Riprap هو الإجراء المضاد الأكثر شيوعًا المستخدم لمنع التآكل في دعائم الجسور. يمكن لعدد من الإضافات المادية لدعامات الجسور أن تساعد في منع التآكل، مثل تركيب الغابيونيات وتركيب الحجارة في اتجاه مجرى النهر من الأساس. يمكن أن توفر إضافة أكوام الألواح أو كتل الخرسانة المصنوعة مسبقًا المتشابكة الحماية أيضًا. لا تؤدي هذه التدابير المضادة إلى تغيير تدفق التآكل وهي مؤقتة حيث من المعروف أن المكونات تتحرك أو تجرفها الفيضانات. توصي الإدارة الفيدرالية للطرق السريعة (FHWA) بمعايير التصميم في HEC-18 و23، مثل تجنب أنماط التدفق غير المواتية، وتبسيط الدعامات، وتصميم أساسات الأرصفة المقاومة للتآكل دون الاعتماد على استخدام الحجارة أو غيرها من التدابير المضادة.
يمكن للقنوات ذات الشكل شبه المنحرف أن تقلل بشكل كبير من أعماق التآكل المحلي مقارنة بدعامات الجدران الرأسية، حيث توفر انتقالًا أكثر سلاسة عبر فتحة الجسر. وهذا يزيل الزوايا المفاجئة التي تسبب مناطق مضطربة. إن استخدام السد النتوءي، والأشواك، والحواجز، ومصد الأمواج يعمل على تغيير هيدروليكا التيار للتخفيف من التآكل أو الرواسب غير المرغوب فيها. وعادة ما تستخدم في قنوات التيار غير المستقرة للمساعدة في إعادة توجيه تدفق التيار إلى مواقع أخرى من الجسر. كما يمكن استخدام أكوام أو قواعد أعمق للمساعدة في تقوية الجسور.

## تقدير عمق التآكل
نشرت إدارة الطرق السريعة الفيدرالية الدليل الهندسي الهيدروليكي رقم 18 (HEC-18)، والذي يتضمن العديد من التقنيات لتقدير عمق التآكل. تظهر معادلات التآكل التجريبية لتآكل قاع النهر الحي، وتآكل المياه الصافية، والتآكل المحلي عند الأرصفة والدعامات في الفصل 5- قسم التآكل العام. يمكن تحديد عمق التآكل الإجمالي عن طريق إضافة ثلاثة مكونات للتآكل والتي تشمل التراكم والتدهور طويل الأمد لقاع النهر، والتآكل العام عند الجسر والتآكل المحلي عند الأرصفة أو الدعامة. ومع ذلك، فقد أظهرت الأبحاث أن المعادلات القياسية في الدليل الهندسي HEC-18 تُبالغ في التنبؤ بعمق التآكل لعدد من الظروف الهيدروليكية والجيولوجية. وتستند معظم علاقات HEC-18 إلى دراسات المجرى المائي المعملية التي أجريت باستخدام رواسب الرمل ذات الحجم المتزايد مع عوامل الأمان التي لا يمكن التعرف عليها أو تعديلها بسهولة. الرمل والحصى الناعم هما أكثر مواد القاع تآكلًا، ولكن الجداول غالبًا ما تحتوي على مواد أكثر مقاومة للتآكل مثل التربة المضغوطة، والطين الصلب، والزيت الصخري. إن عواقب استخدام أساليب التصميم القائمة على نوع واحد من التربة لها أهمية خاصة بالنسبة للعديد من الأماكن ذات الظروف الجيولوجية ومواد الأساس المختلفة بشكل واضح. وقد يؤدي هذا إلى قيم تصميم متحفظة للغاية للتآكل في الظروف الهيدرولوجية منخفضة المخاطر أو غير الحرجة. وبالتالي، يجري الاستمرار في إجراء تحسينات على المعادلات في محاولة لتقليل تقدير التآكل أو المبالغة فيه.

## كوارث الجسور الناجمة عن التآكل
- كارثة قطار Custer Creek  [لغات أخرى]‏
- انهيار جسر Glanrhyd  [لغات أخرى]‏
- انهيار جسر Hintze Ribeiro  [لغات أخرى]‏
- انهيار جسر Schoharie Creek  [لغات أخرى]‏